# Medium (site web)
Medium est une plateforme web de blog créée en août 2012 par Evan Williams et Biz Stone, les fondateurs de Twitter et Blogger. Le site offre une interface wysiwyg de blogging minimaliste conçue pour des textes longs, regroupés par « collections » (en partie éditorialisées), ainsi que des fonctions de découverte, partage et recommandation. L'entreprise paye également certains auteurs professionnels, soit ponctuellement en indépendant, soit de manière plus régulière comme Joshua Davis et Joshuah Bearman (qui publient certains articles d'Epic Magazine sur la plateforme).
L'objectif de Medium semble être de créer une plateforme qui offre une visibilité maximale aux textes indépendamment de leur auteur, pour dépasser la difficulté inhérente aux blogs de trouver un lectorat.

## Historique
Medium est créé en août 2012, par Evan Williams et Biz Stone. Dans un premier temps Medium est financé via l'entreprise Obvious Corporation. 
Le 17 avril 2013 Medium fait l'acquisition du magazine Matter et le renomme « Matters Studios », avec l'objectif de le transformer en incubateur de talents, à la manière de HBO ou Amazon Studios pour les films. 
L'entreprise embauche ensuite près de 50 personnes à temps plein après une première levée de fonds de 25 millions de dollars en janvier 2014 auprès notamment de Greylock Partners, Google Ventures, Betaworks et des investisseurs privés. 
En septembre 2015, Medium lève 75 millions de dollars d'investissements, notamment de Google Ventures et Greylock Partners. Cette opération valorise Medium à 400 millions de dollars. 
En octobre 2015, après le retour de Jack Dorsey à la tête de Twitter, Evan Williams tente de le convaincre de racheter Medium pour 500 millions de dollars, mais l'opération ne se fera pas, notamment en raison du prix,. 
En avril 2016, Medium introduit une série de nouveautés, notamment la possibilité pour les publications de migrer entièrement leur site sur la plateforme et de publier des posts sponsorisés en gardant la majorité des revenus, et à condition d'atteindre un certain niveau de revenu. Parmi les premiers titres annoncés figurent des sites comme The Awl et The Billfold. 
En juin 2016, Medium rachète Superfeedr, une startup spécialisée dans la distribution en temps réel de flux RSS. 
En août 2016, Medium acquiert Embedly, une startup permettant d'intégrer facilement de nombreux types de médias sur un site web (image, audio, vidéo, fiche produits, etc). Le montant de la transaction n'a pas été révélé. 
En mars 2017, Medium lance un abonnement premium à 5 $ par mois. Celui-ci permet d'accéder à des contenus exclusifs. Deux mois plus tard, Medium enrichit l'offre premium en proposant une version audio de certaines des meilleures histoires du site. La même année, Medium comptabilise 60 millions de lecteurs actifs mensuels. 
En janvier 2021, Medium annonce l'acquisition de la start-up Glose, spécialisée dans les livres électroniques. 
Le 12 juillet 2022, la société a annoncé qu'Evan Williams quitterait son poste de PDG et deviendrait président du conseil d'administration ; Tony Stubblebine, directeur général de Coach.me, lui succède en tant que PDG.

## Identité visuelle

Logo jusqu'en août 2017.
Logo depuis août 2017.
Monogramme du logo de 2017 (utilisé notamment en tant que favicon).
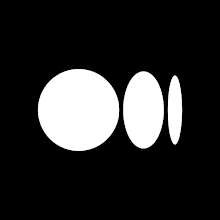
Logo depuis 2020.